# Klimat morski

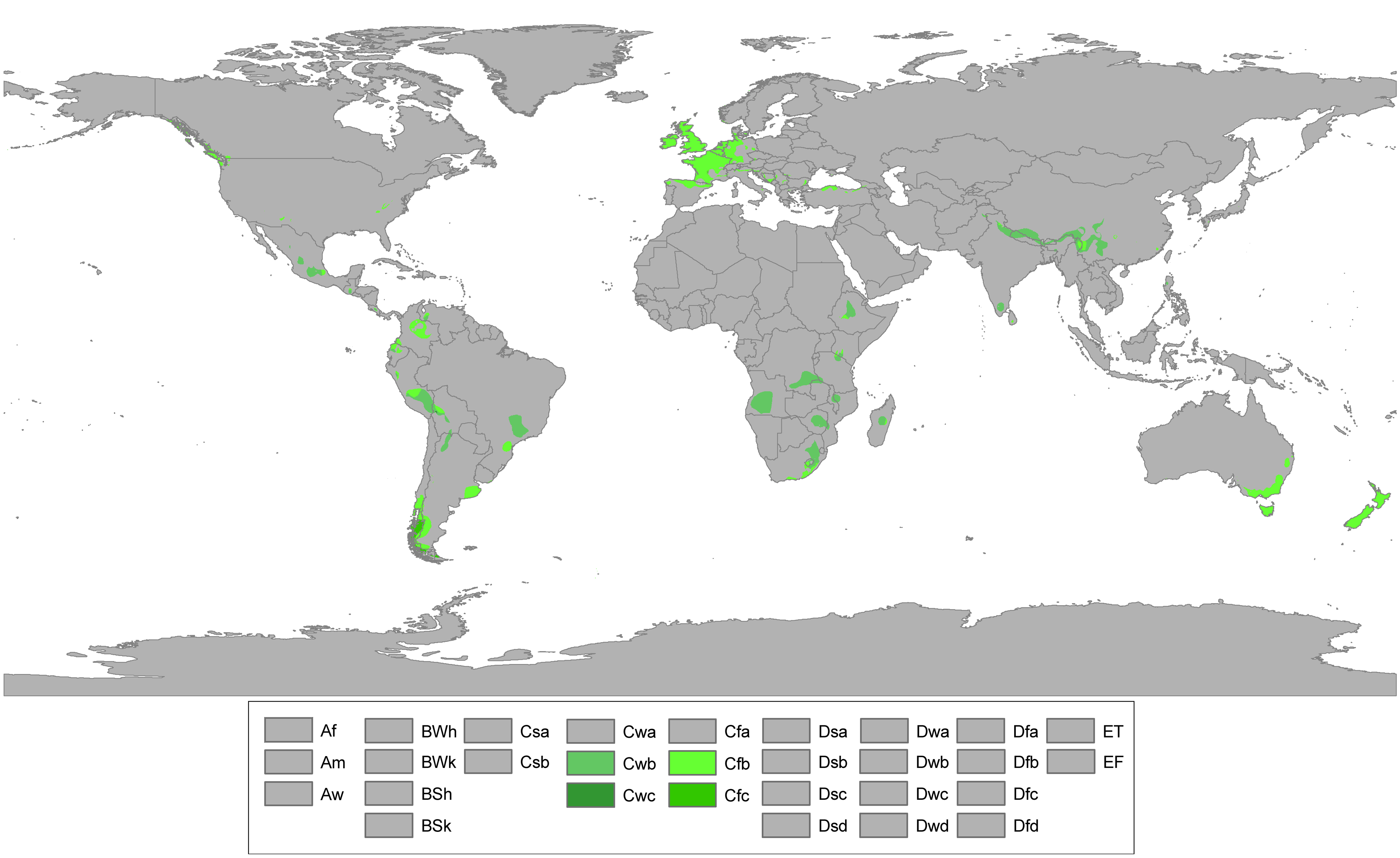
Klimat morski

Charakterystyczne cechy klimatu morskiego to:
- duża wilgotność powietrza
- częste opady
- mała amplituda roczna temperatur
- lato jest chłodne, zima łagodna
- wiatry zmienne w cyklu rocznym (latem znad morza, zimą w kierunku morza).

W Polsce cechy klimatu morskiego są najsilniej wyrażone w Świnoujściu i okolicy, m.in. w Międzyzdrojach i Nowym Warpnie (Nizina Szczecińska).